# Бани Фасилидаса
 Бани Фасилидаса  — королевские купальни правителей города Гондэра. В настоящее время здесь проводятся религиозные массовые церемонии, посвященные празднику Крещение Господне.

## История
Появление бань приписывают периоду правления эфиопского императора Фасилидаса (с 1632 по 1667) и находится примерно в 4 километрах от крепости Фасил-Гебби. Комплекс окружен стеной и воротами, внутри него двухэтажное здание с балконами и зубчатой крышей, окруженное водой. Бассейн имеет размер длиной 50 метров и шириной 30 метров, глубина составляет от 2-х до 2,5 метров.
В наше время бассейн пуст и наполняется водой только один раз в году, когда Эфиопская православная церковь проводит праздник «Тимкат» (Крещение Господне), после завершения официальных церемоний верующие принимают купание.

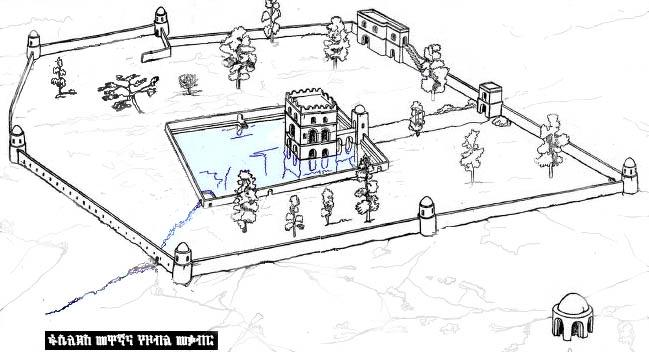
Схема расположения бань
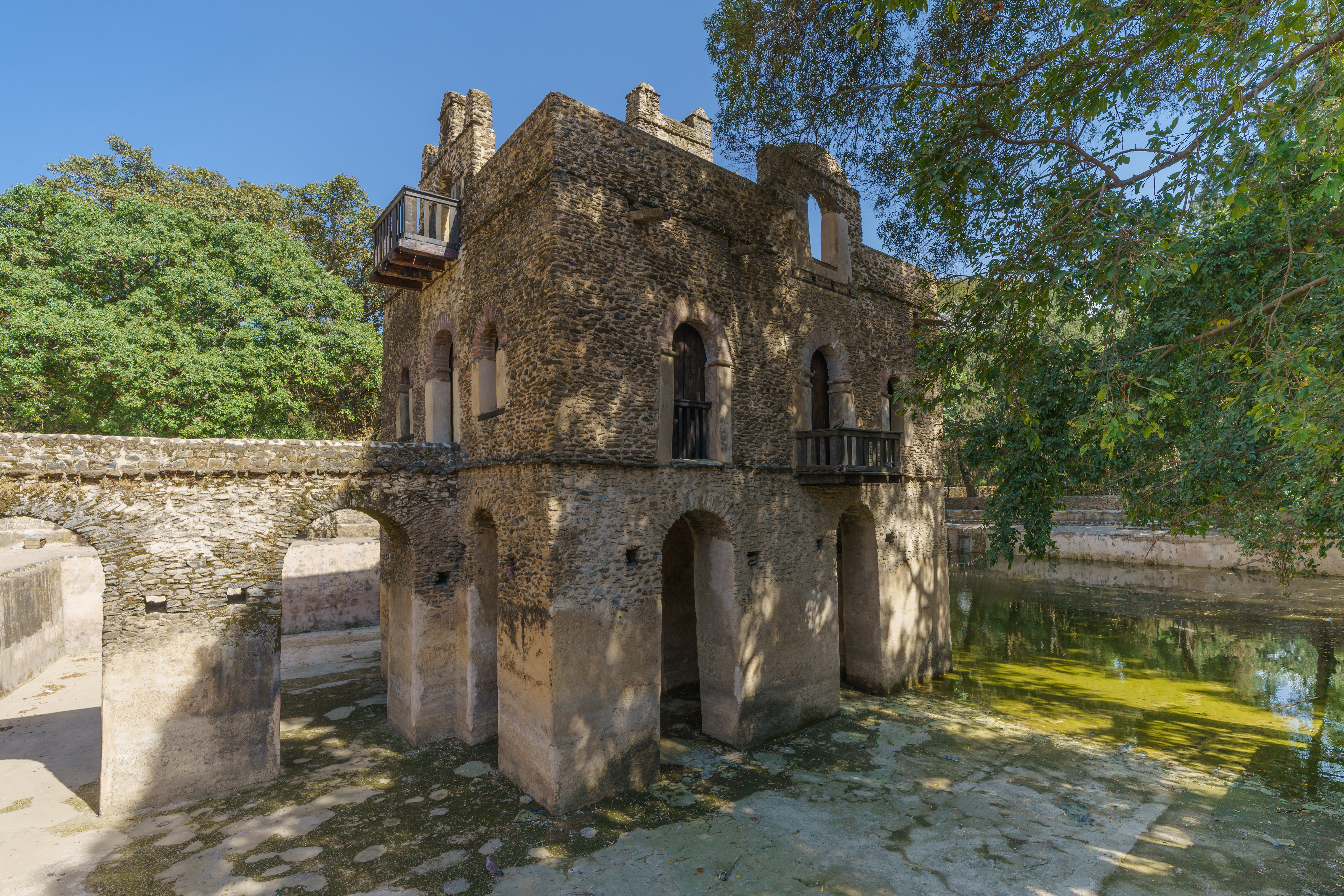
Вид с севера
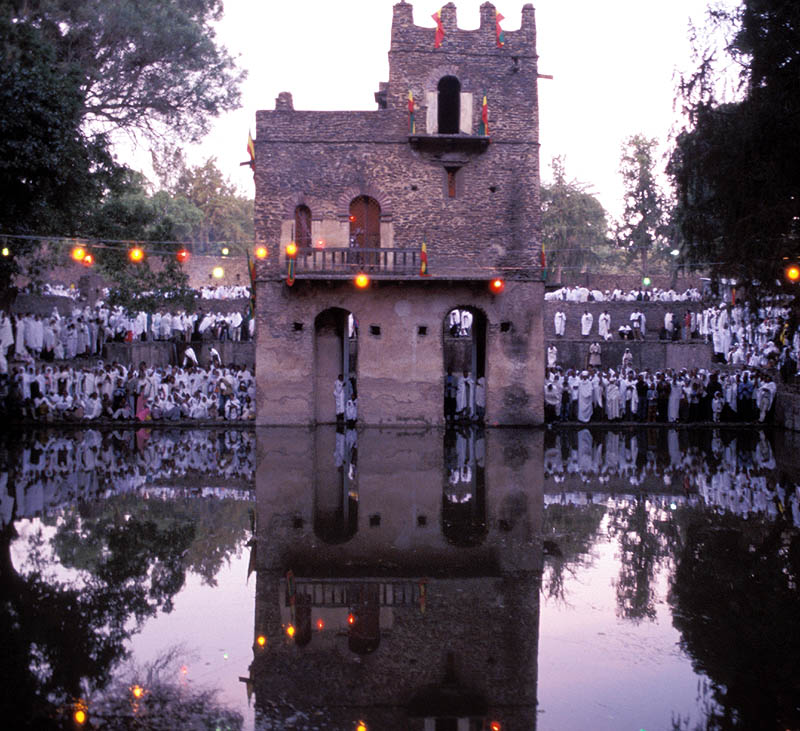
Празднование «Тимкат»
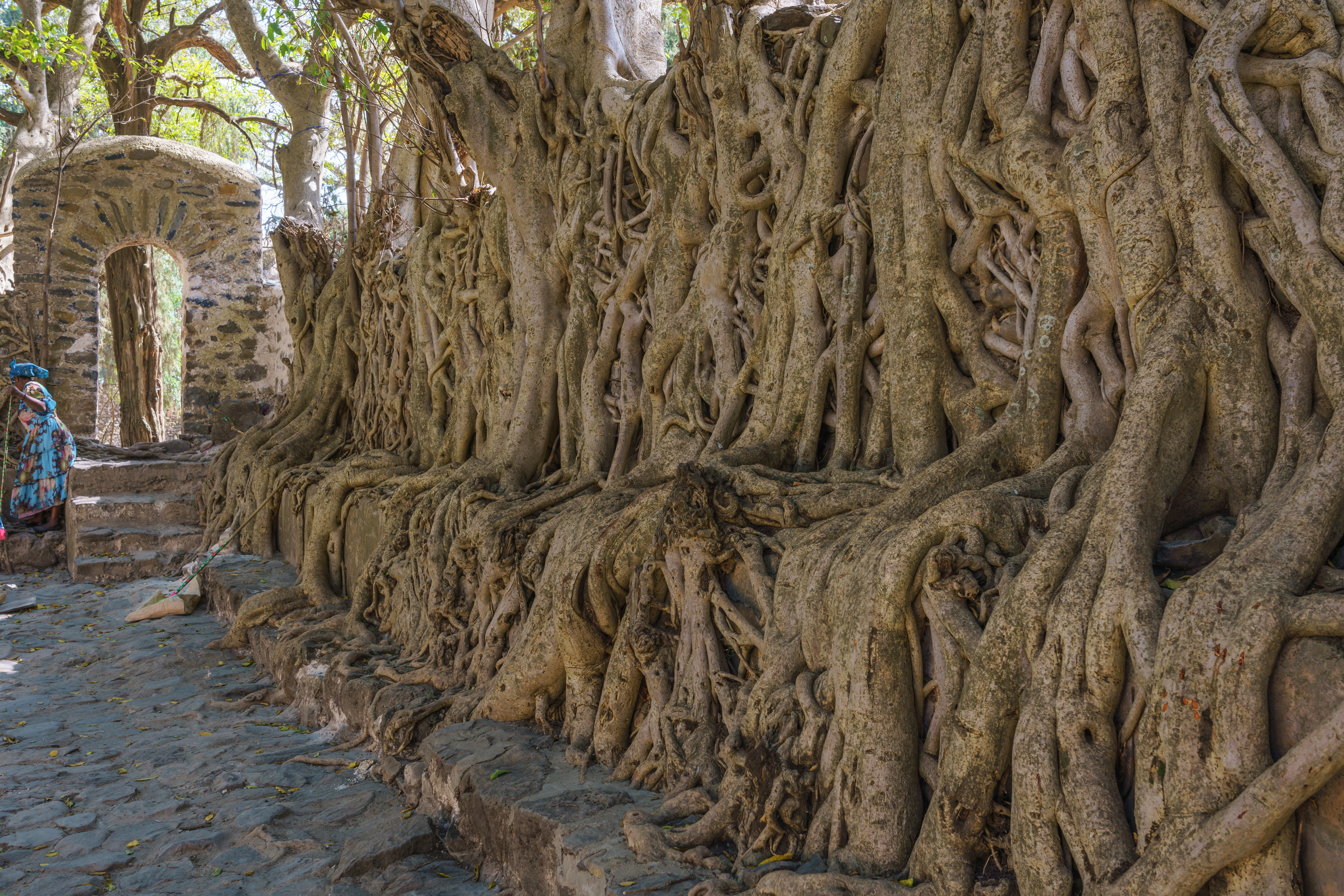
Стена ансамбля, опутанная корнями фикусов-душителей